# 토미 더글러스
토미 더글러스(Thomas Douglas, CC, 1904년 10월 20일~1986년 2월 24일)는 캐나다의 정치인이다. 캐나다에 포괄적 공중 의료체제를 도입한 인물로, 2004년에는 CBC에서 전국적으로 공모한 '가장 위대한 캐나다인'으로 선정되었다.
사회주의 정치인으로서 서스캐처원주의 수상으로 1944년부터 1961년까지 재임하였다. 1961년부터는 신민주당의 당수로서 1971년까지 활동하였다.

## 초기 활동

### 탄압받는 노동자들과의 만남
더글러스는 1904년 영국 스코틀랜드의 폴커크에서 태어났다. 1910년 그의 가족들은 캐나다로 이민하여 매니토바주의 위니펙에 정착하였다. 어렸을 때 그는 다리를 다쳤고 골수염에 걸렸지만 그의 병을 연구과제로 삼고 싶어하는 의사 덕분에 다리를 절단하지 않고 치료받을 수 있었다. 이 사건은 더글러스가 누구나 치료 받을 수 있어야 한다는 공공의료를 생각하는 계기가 되었다. 제1차 세계 대전 시기에 그의 가족들은 글래스고로 돌아갔다가 1919년에 다시 위니펙으로 돌아와 라이노타이프의 식자공으로 활동하였다. 이때 그는 위니펙 노동자들의 총파업 투쟁을 목격했는데 경찰들이 파업투쟁에 참여한 노동자들을 몽둥이와 총으로 진압하고, 심지어는 경찰이 2명을 죽이는 국가폭력을 목격하였다.

### 대학교 졸업 이후
더글러스는 1924년에 브랜든 대학에 입학했으며 여기서 사회 복음주의(Social Gospel)운동의 영향을 받았다. 1930년 여름 브랜든 대학을 졸업하고 1933년에는 맥마스터 대학교에서 사회학을 공부하여 석사학위를 받았다. 그의 졸업 논문은 우생학적 관점에서 본 "저능아 가정의 문제"였다. 그는 여기서 해법의 하나로 이들을 불임시키고 지체부자유 장애인들과 함께 캠프를 만들어 수용하는 것이었다. 그러나 1938년 아돌프 히틀러가 이끄는 국가사회주의 독일 노동자당이 집권하고 있던 독일을 방문한 이후에 이런 생각을 바꾸게 되었다. 사실 그는 이후 생애에서 이 논문에 대해 거의 언급하지 않았으며 그의 정부는 어떠한 우생학적인 정책을 추진한 적이 없다.

### 정치입문
브랜든 대학을 졸업한 2개월 뒤인 1930년 가을 그는 6살 연하인 19세의 어마 뎀프시(Irma Dempsey)와 결혼했다. 더글러스 부부는 서스캐처원주의 소읍인 웨이번(Weyburn)으로 이주했고, 더글러스는 캘버리 침례교회(Calvary Baptist Church)의 목사가 되었다. 대공황의 와중에 그는 웨이번에서 사회주의적 활동을 시작하였으며 CCF(Co-operative Commonwealth Federation)에 입당했다. 1935년 연방선거에서 하원의원으로 선출되었다.

### 제2차 세계 대전
제2차 세계 대전이 일어나자 육군에 징집되었고 해외 임무를 자원하였으나 다리 때문에 거부되었고 캐나다와 홍콩에서 복무하였다.

## 서스캐처원주의 수상
1944년 선거에서 그의 CCF당이 53 석중 47석의 의석을 차지하여 서스캐처원주의 수상이 되었다. 이는 캐나다에서 뿐만 아니라 북미지역에서 최초의 사회민주주의 정부였다.
그는 재임 중 정부소유의 발전 회사, 최초의 공공 자동차 보험회사를 세웠으며 공공서비스 노동자들의 노조를 허용하였고 모든 시민에게 의료 서비스를 무상으로 제공하는 정책을 펼쳤다.

### 포괄적 공중 의료 보장
더글러스가 가장 중요시한 정책은 공중의료정책에 관한 것이었다. 1961년 도입된 포괄적 의료보장은 의사들의 파업 등 많은 논란을 불렀다. 의사들은 의료보장제도가 그들의 수입에 끼칠 악영향과 정부의 의료부분에 대한 지나친 간섭을 우려하였다. 하지만 의료보장제도가 도입되기 전에는 60~63퍼센트의 사람들만이 사적 혹은 공적인 의료보장 혜택을 받고 있었다. 이러한 정책은 그의 후임인 우드로 로이드에 의해 계승되었으며 1958년 선출된 캐나다 연방총리 존 디펜베이커에 의해 다른 지방에서 이러한 정책을 선택할 경우 50%의 연방정부 보조를 받게하는 정책이 제시되었다. 1964년에는 대법원이 이러한 서스캐처원 주의 공중의료정책을 국가 전체로 확대할 것을 권장하였으며 1966년부터 연방정부가 절반, 지역정부가 나머지 절반을 부담하는 공중의료정책을 실시하게 되었다.

## 서훈
- 1981년 캐나다 훈장 컴패니언(CC)